# Ulica Szewska w Piotrkowie Trybunalskim
Ulica Szewska – ulica na Starym Mieście w Piotrkowie Trybunalskim.

## Opis
Ulica Szewska łączy Rynek Trybunalski z Placem Kościuszki. Długość ulicy wynosi około 140 metrów. Ulica należy do najstarszych ulic w Piotrkowie i jest częścią układu urbanistycznego Starego Miasta, który ukształtował się w XIII/XIV wieku.
W przeszłości ulica prowadziła do baszty w murach miejskich Piotrkowa. Pierwotna forma nazwy ulicy brzmiała Szewcka. Nazwa ulicy pojawiła się na najstarszym planie Piotrkowa z 1786, jednak nazwę tę nosił tam fragment dzisiejszej ul. Rycerskiej, zaś współczesna ul. Szewska określana była jako ul. Rycerska.
Przy ul. Szewskiej 2 / Łaziennej Mokrej 1 położona jest jedna z najcenniejszych kamienic Starego Miasta w Piotrkowie. Zachowało się w niej stosunkowo dużo zabytkowych elementów, zarówno na zewnątrz, jak i wewnątrz. Na parterze kamienicy zachowały się sklepienia kolebkowe z lunetami i bogatą dekoracją. Obecnie w kamienicy tej mieści się Centrum Edukacji Browarniczej i Muzeum Piwowarstwa.

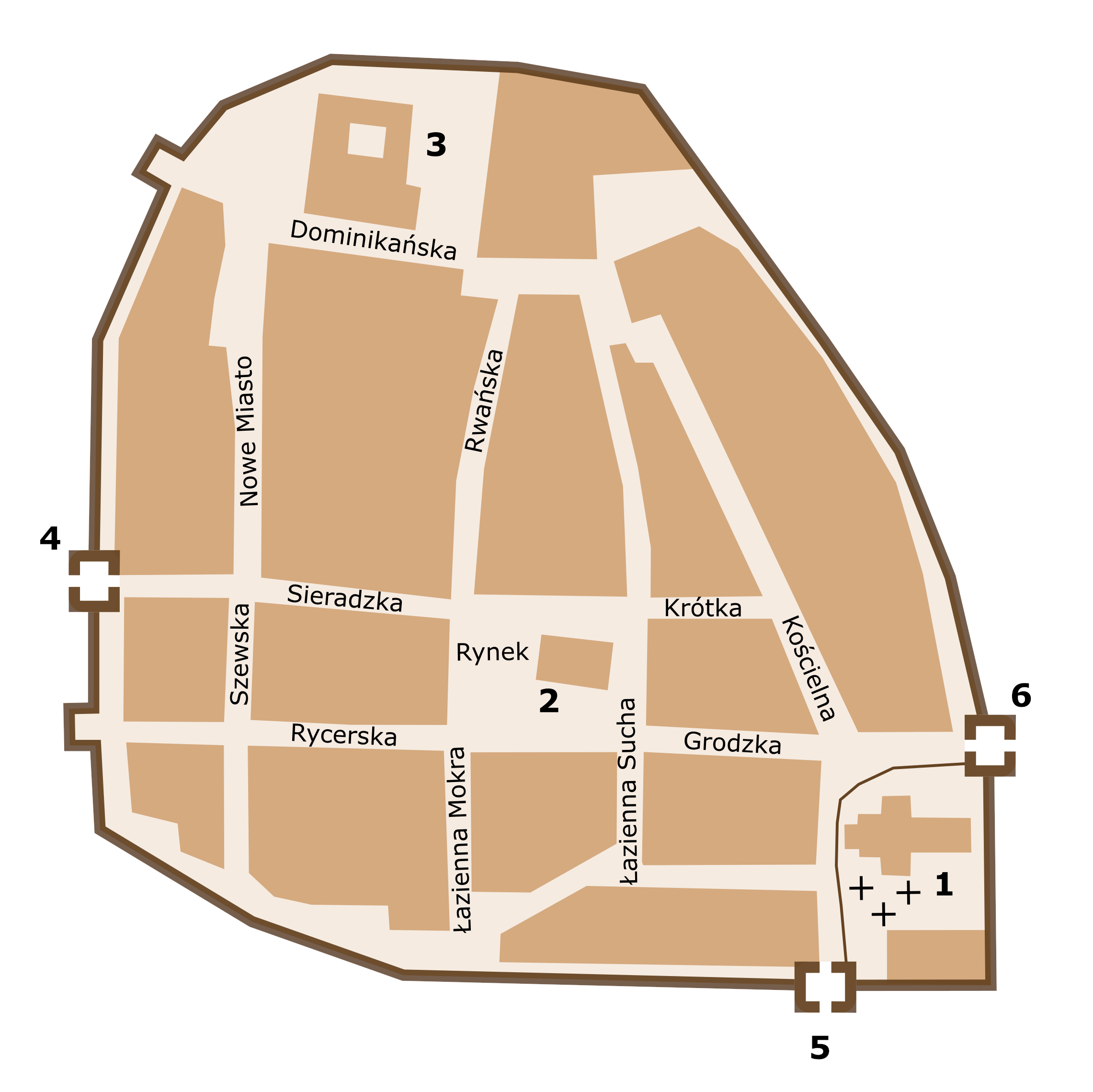
Rekonstrukcja układu ulic w Piotrkowie w XVI w.
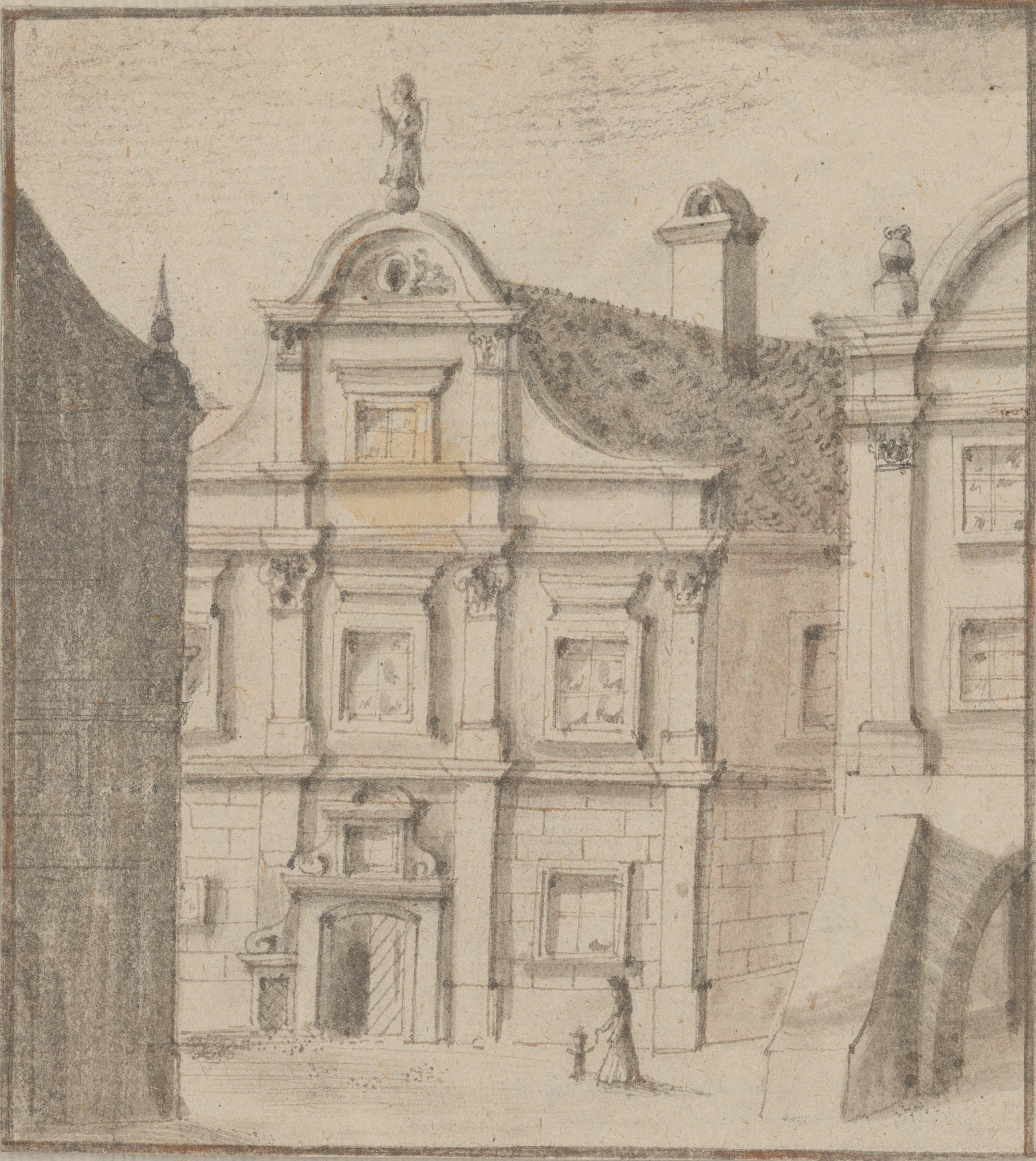
Kamienica na rogu ul. Szewskiej i Łaziennej Mokrej (około 1800)
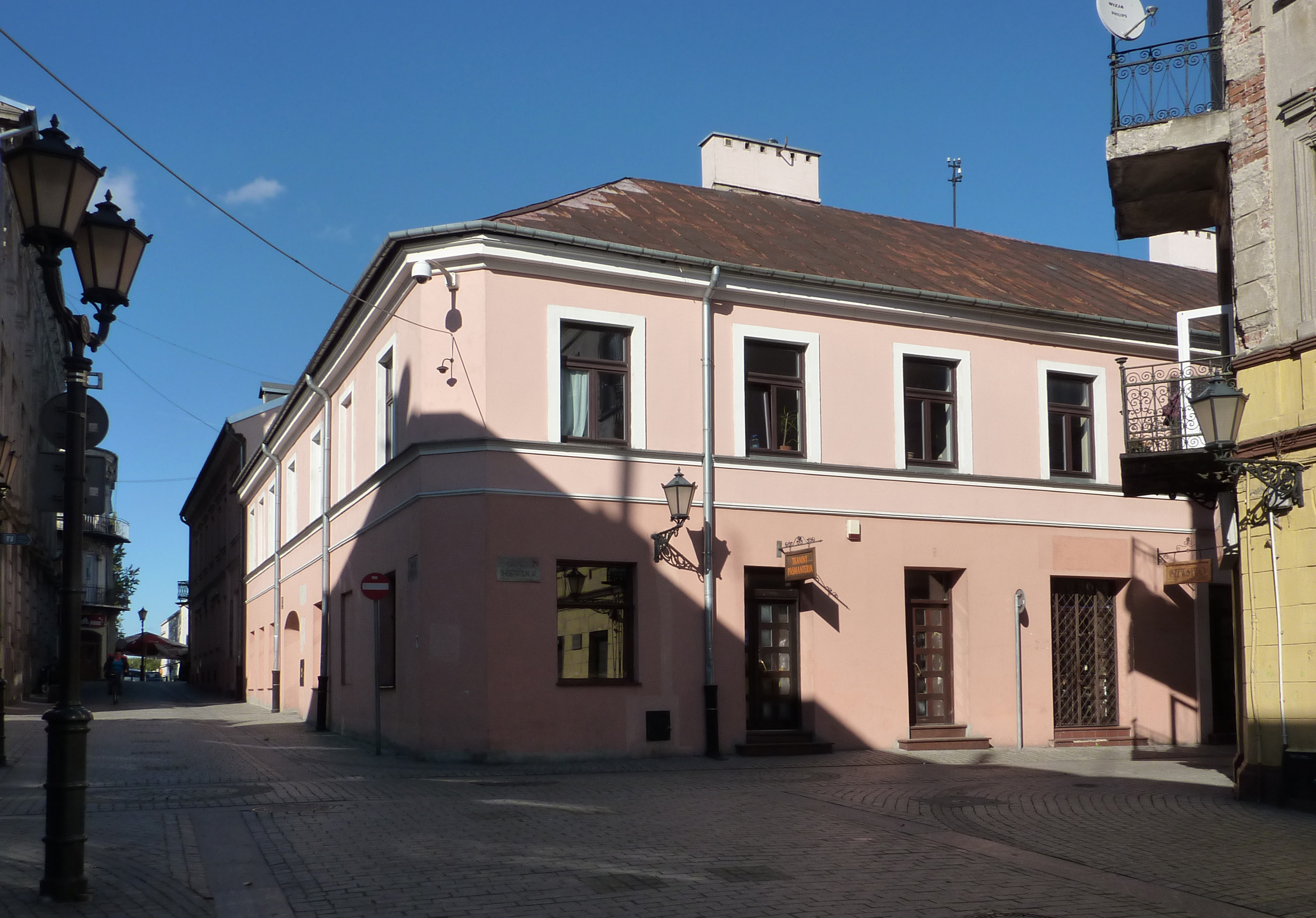
Kamienica przy ul. Szewskiej 3
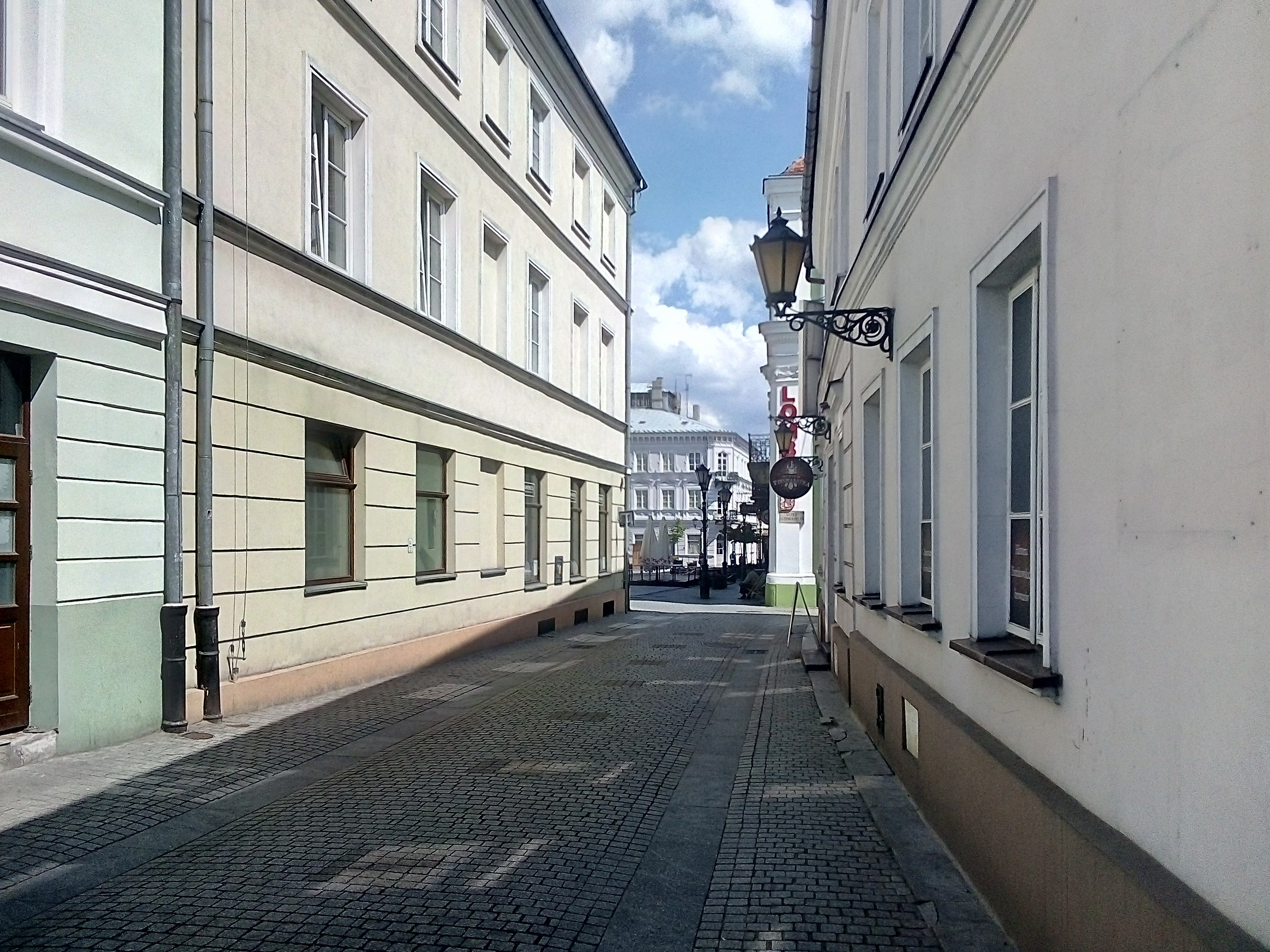
Ul. Szewska przy Rynku
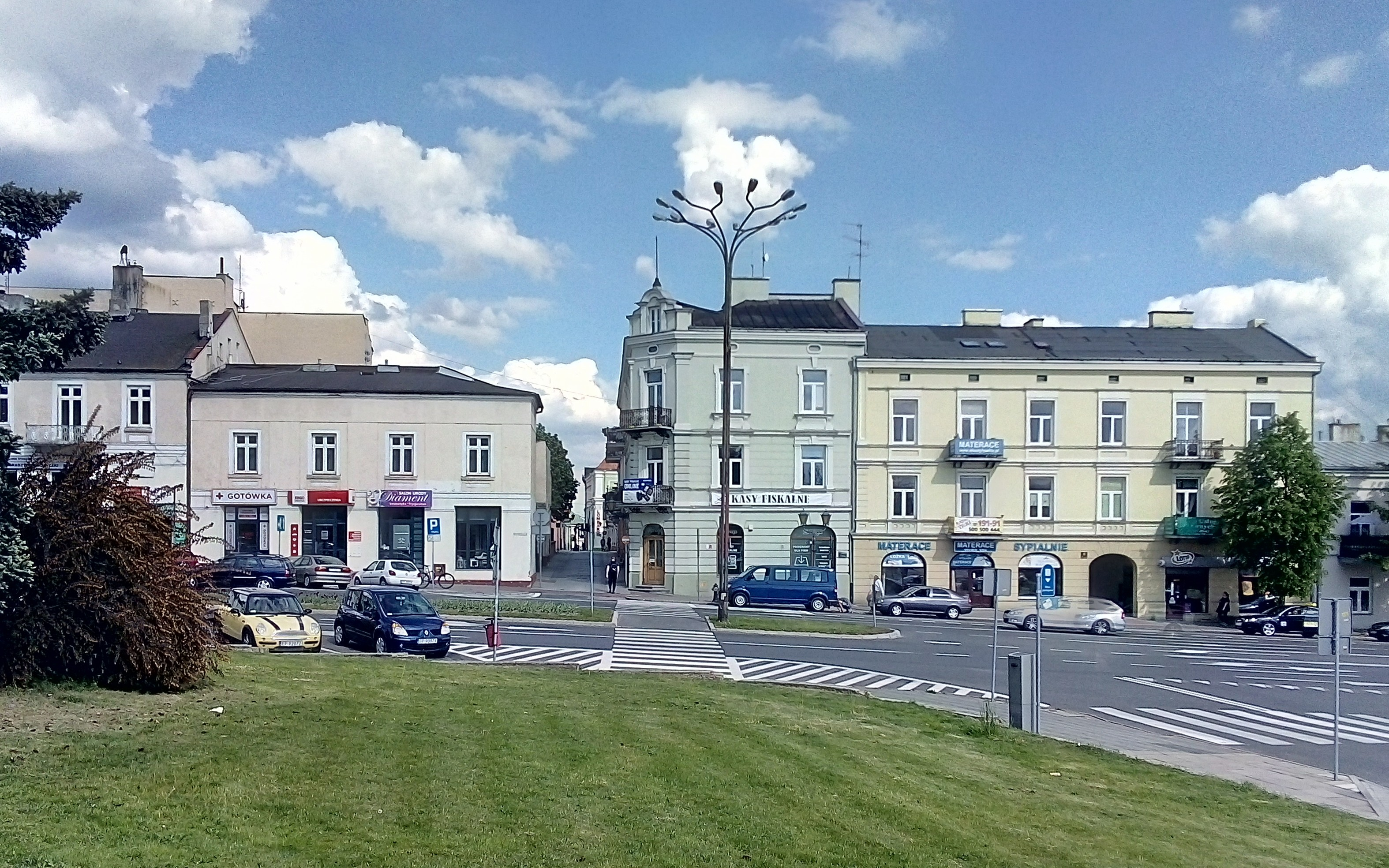
Połączenie ul. Szewskiej (w głębi) z Placem Kościuszki

## Zabytki
Ulica wraz z całym układem urbanistycznym Starego Miasta wpisana jest do rejestru zabytków pod numerem 89-IX-35 z 24.07.1948, z 1.02.1962 i z 23.02.2004.
Do rejestru zabytków wpisane są budynki:
- nr 1 (Rynek Trybunalski 1) – dom, 1. poł. XIX w.
- nr 2 (Łazienna Mokra 1) – kamienica, poł. XVIII w.
- nr 3 (Rycerska 12) – dom, XIX w.
- nr 5 (Sieradzka 8) – kamienica z oficyną, 3. ćw. XIX w.

Do gminnej ewidencji zabytków miasta Piotrkowa Trybunalskiego, oprócz obiektów z rejestru zabytków, są też wpisane budynki:
- nr 10 – kamienica